# Basili d'Amasia
|  | Per a altres significats, vegeu «Sant Basili». |

Basili d'Amasia (Àsia Menor, segle iii - Amasia, 321 o 324) va ser bisbe d'Amasia del Pont. Suposadament va patir martiri i és venerat com a sant en diverses confessions cristianes.

## Biografia
Basili és citat a la Crònica d'Eusebi de Cesarea, que diu que va morir en el regnat de Licini I entre el 321 i el 324. Va ser present als concilis d'Ancira (314) i Neocesarea (314). Atanasi d'Alexandria el situa entre els bisbes que defensaven la unitat de la naturalesa del Pare i del Fill. Les actes del seu martiri, suposadament escrites per un testimoni visual, són tardanes i totalment llegendàries. Expliquen que Basili va donar refugi a Glafira, una jove esclava cristiana de l'esposa de l'emperador Licini. L'emperador, va conèixer la intromissió de Basileu i el va fer portar a Nicomèdia on va ser decapitat. Els botxins van llençar el seu cos i el seu cap separadament al mar, però uns pescadors, per casualitat els van recuperar prop de Sinope i els van tornar a Amasia. La seva festa es commemora el dia 26 d'abril, tant segons el sinaxari grec com segons el martirologi romà.